# Gemma Bissix
Gemma Louise Bissix es una actriz inglesa, más conocida por haber interpretado a Clare Bates en la serie EastEnders y a Clare Devine en la serie Hollyoaks.

## Biografía
Es la mayor de cinco hermanos; sus padres se divorciaron en 1994.

## Carrera
El 6 de julio de 1993, se unió al elenco principal de la exitosa serie británica EastEnders, donde interpretó a Clare Bates hasta 1998. Después de diez años, regresó a la serie el 1 de febrero de 2008, cuando interpretó a Clare hasta el 7 de agosto de 2008. 
En 2006 se unió al elenco principal de otra exitosa serie británica Hollyoaks, donde interpretó a Clare Devine hasta septiembre de 2007; regresó brevemente en 2009 y se fue el 5 de junio del mismo año. Regresó a la serie el 27 de marzo de 2013, y su última aparición fue el 16 de octubre del mismo año.
En enero de 2009 participó en la cuarta temporada del programa Dancing on Ice junto al patinador Andrei Lipanov; sin embargo la pareja fue la segunda en ser eliminada. En 2010 interpretó a Meredith Stuart en un episodio de la serie Doctors; anteriormente había interpretado a Roxanne Lloyd en 2002 durante el episodio "A Crisis of Faith".

## Filmografía

### Series de televisión
| Año                                     | Título         | Personaje                 | Notas                   |
| --------------------------------------- | -------------- | ------------------------- | ----------------------- |
| 2006 - 2007, 2009, 2013, 2025 - present | Hollyoaks      | Clare Devine              | 185 episodios           |
| 2010                                    | Doctors        | Meredith Stuart/Von Trapp | episodio "Von Man Trop" |
| 2008                                    | Britannia High | Lizzie Porter             | episodio "Fame"         |
| 1993 - 1998, 2008                       | EastEnders     | Clare Bates               | 250 episodios           |
| 2005                                    | The Crust      | Sadie                     | tv serie                |

### Películas
| Año  | Título    | Personaje        | Notas                                 |
| ---- | --------- | ---------------- | ------------------------------------- |
| 2011 | Washed Up | Claudia Weathers | junto a Christopher Dane y Lucy Drive |

### Apariciones
| Año         | Programa         | Notas                     |
| ----------- | ---------------- | ------------------------- |
| 2009 - 2011 | The Wright Stuff | panelista                 |
| 2009        | Dancing on Ice   | concursante - 2 episodios |

### Teatro
| Año  | Obra                               | Personaje | Teatro                   | Notas                                         |
| ---- | ---------------------------------- | --------- | ------------------------ | --------------------------------------------- |
| 2011 | Jack and the Beanstalk (pantomima) | Dunstable | Grove Theatre            | junto a Don Gilet y Postman Pat               |
| 2011 | Busybody                           | -         | Lyceum Theatre           | junto a Tracy Shaw y Peter Amory              |
| 2010 | Cinderella (pantomima)             | -         | Fairfield Halls, Croydon | -                                             |
| 2009 | Sleeping Beauty (pantomima)        | Bad Fairy | Theatre Royal, Bath      | junto a Liza Goddard, Tom Owen y Chris Harris |
| 2009 | The Game Of Murder                 | -         | -                        | -                                             |

## Premios y nominaciones
| Año  | Categoría                                                                                             | Premio             | Serie      | Resultado |
| ---- | --- | ------------------ | ---------- | --------- |
| 2008 | Best Bitch                                                                                            | Inside Soap Award  | EastEnders | Nominada  |
| 2008 | Best Bitch                                                                                            | Inside Soap Award  | Hollyoaks  | Nominada  |
| 2008 | Best Exit                                                                                             | British Soap Award | Hollyoaks  | Ganadora  |
| 2008 | Spectacular Scene of the Year (junto a Jamie Lomas, Hannah Tointon, Chris Fountain & Matt Littler)    | British Soap Award | Hollyoaks  | Ganadores |
| 2007 | Villain of the Year                                                                                   | British Soap Award | Hollyoaks  | Ganadores |
| 2007 | Best Storyline (junto a Darren Jon-Jeffries, Matt Littler & Ellis Hollins)                            | British Soap Award | Hollyoaks  | Nominados |
| 2007 | Spectacular Scene of the Year (junto a Matt Littler, Darren Jon-Jeffries, Ellis Hollins & Scott Mann) | British Soap Award | Hollyoaks  | Nominados |
| 2007 | Best Actress                                                                                          | British Soap Award | Hollyoaks  | Nominada  |
| 2007 | Best Actress                                                                                          | Inside Soap Award  | Hollyoaks  | Nominada  |
| 2007 | Best Bitch                                                                                            | Inside Soap Award  | Hollyoaks  | Nominada  |